# Росас (Колумбия)
Росас (исп. Rosas) — город и муниципалитет на юго-западе Колумбии, на территории департамента Каука. Входит в состав Центральной провинции.

## История
Поселение, из которого позднее вырос город, было основано 7 октября 1806 года. Муниципалитет Росас был выделен в отдельную административную единицу в 1844 году.

## Географическое положение

Муниципалитет Росас

Город расположен в центральной части департамента, в горной местности Центральной Кордильеры, на расстоянии приблизительно 22 километров к юго-западу от города Попаян, административного центра департамента. Абсолютная высота — 1717 метров над уровнем моря.
Муниципалитет Росас граничит на севере с территорией муниципалитета Тимбио, на востоке и северо-востоке — с муниципалитетом Сотара, на юге — с муниципалитетом Ла-Сьерра, на северо-западе и западе — с муниципалитетом Эль-Тамбо. Площадь муниципалитета составляет 130 км².

## Население
По данным Национального административного департамента статистики Колумбии, совокупная численность населения города и муниципалитета в 2015 году составляла 13 302 человека.
Динамика численности населения муниципалитета по годам:
| 2005   | 2006   | 2007   | 2008   | 2009   | 2010   | 2011   | 2012   | 2013   | 2014   | 2015   |
| ------ | ------ | ------ | ------ | ------ | ------ | ------ | ------ | ------ | ------ | ------ |
| 12 666 | 12 655 | 12 705 | 12 771 | 12 832 | 12 902 | 12 981 | 13 058 | 13 141 | 13 219 | 13 302 |

Согласно данным переписи 2005 года мужчины составляли 52,6 % от населения Росаса, женщины — соответственно 47,4 %. В расовом отношении белые и метисы составляли 93,7 % от населения города; негры, мулаты и райсальцы — 3,8 %; индейцы — 2,5 %.
Уровень грамотности среди всего населения составлял 86,7 %.

## Экономика
Основу экономики Росаса составляет сельское хозяйство.
46,2 % от общего числа городских и муниципальных предприятий составляют предприятия торговой сферы, 44,6 % — предприятия сферы обслуживания, 9,2 % — промышленные предприятия.

## Транспорт
Через город проходит национальное шоссе № 25 (исп. Ruta Nacional 25).